# Zoothera salimalii
Zoothera salimalii, novootkrivena vrsta ptice vrapčarke (Passeriformes) iz porodice drozdova (Turdidae) koja naseljava područje himalajskog gorja sjeveroistočne Indije (Arunachal Pradesh) i susjednog dijela Kine. Otkrio ju je tim znanstvenika iz Indije, Švedske, Kine, Rusije i Sjedinjenih Država. Da se radi o posebnoj vrsti ustanovljeno je tek 2016. godine na osnovu filogenetskih studija, suvremenim metodama sekvencioniranja DNK i PCR-a. Do tada se smatralo da se radi o vrsti Zoothera mollissima, alpskom drozdu s kojim dijeli dovoljno razlika koje upučuju na to da se radi o odvojenim vrstama.
Ptice vrsta Z. mollissima i Z. salimalii imaju slične, ali, opet različite pjesme, a tih razlika one su svjesne i ne odgovaraju na pjesmu drugih, bliskih srodnika.
Ime je dobila po indijskom ornitologu Sálimu Aliu (1896. – 1987.), a u engleskom jeziku nazvana je himalajski šumski drozd.

## Vanjske poveznice
|  | Zajednički poslužitelj ima još gradiva o temi Zoothera salimalii |
|  | Wikivrste imaju podatke o taksonu Zoothera salimalii             |